# 실명
실명(失明)은 생리학적, 또는 신경학적인 요인으로 인해 시각 능력을 상실한 상태를 말한다.
시력 손상의 범위를 기술하고 실명 상태에 대한 정의를 내리기 위해 다양한 등급이 개발되었다. 완전 실명(Total blindness)이란 형태와 광각의 인지가 전혀 없는 것이며, 임상학적으로 "빛의 인지가 없는"(no light perception, NLP) 상태라고 표현한다. 또한 잔여 시력만이 조금 남은 극심한 시각 장애까지 "실명"이라 일컫기도 한다. 이 경우엔 오직 빛의 지각만 존재하며, 빛과 어둠을 구분하거나 광원의 방향을 인지하는 수준 이상으로 보지는 못한다.
시각 장애로 인해 정부의 특별한 원조가 필요한 지를 결정하기 위해서는 법적 실명(legal blindness)이라 이르는 더 복잡한 정의를 사용한다. 북아메리카와 대부분 유럽 국가에서 법적 실명은 가능한 최고로 교정했을 때의 시력이 20/200(6/60)이거나 보다 더 낮은 상태로 정의된다. 이는 법적 실명 상태의 사람이 교정을 하고서도 어떤 물체를 명료하게 보기 위해서는, 정상적인 시력을 가진 사람보다 10배 가까운 거리에서 서 있어야 한다는 뜻이다.

## 원인

### 질병
세계 보건 기구의 통계에 따르면, 전 세계적으로 실명의 공통적인 원인은 다음과 같다(2002년 기준).
1. 백내장 (47.9%)
2. 녹내장 (12.3%)
3. 황반변성 (8.7%)
4. 각막 불투명 (5.1%)
5. 당뇨병 망막증 (4.8%)
6. 과립성 결막염 (3.6%)
7. 사상충증 (0.8%)

## 치료와 대처
일부 망막 질환에서 비가역적인 망막 시세포의 손상이 아직 일어나지 않았다면 20/200(0.1) 이하의 법적 실명에 이른 눈이라도 수술이나 투약을 통해 시력을 호전시킬 수 있다. 
그러나 망막은 시신경의 일부로서 한 번 손상된 부분은 재생되기 어려워 실명 상태에 이른 눈의 시력을 되돌리기는 쉽지 않다.

## 같이 보기
- 색각 이상